# 呂理德
呂理德，國立台灣大學工環境工程博士，曾任桃園市政府環境保護局局長。

## 得獎
在新聞工作期間，先後獲得國內重要新聞獎：
1. 1989年以「鎘米外流風波」獲得第四屆吳舜文新聞報導獎。
2. 1991年以「河川環境系列報導」獲得行政院新聞局金鼎獎。
3. 1991年以「鉛污染系列報導」獲得第一屆馮林環保新聞優秀獎。
4. 1992年以「水的關懷」獲得第二屆馮林最佳環保新聞。
5. 1992年獲得曾虛白新聞公共服務獎。
6. 1993年以「炒作鎘污染土地」獲得第三屆馮林新聞優秀獎。
7. 1994年得中華民國新聞評議會的第四屆傑出新聞人員研究獎
8. 1997年以「我愛河川」獲得曾虛白新聞公共服務獎。
9. 1997年獲得教育部評選為「八十五年度辦理環境教育績優之個人獎」。
10. 2002年張思恆新傑出聞人員獎

## 經歷
- 財團法人環境資源研究發展基金會第十五屆董事長(任期：112.06.11~114.06.10)[1]
- 國立中央大學環境教育中心主任
- 國立中央大學兼任助理教授
- 中國時報資深環境新聞記者
- 中國時報主筆
- 時報文教基金會河川保護小組執行秘書
- 國立台灣大學新聞研究所兼任教授
- 桃園縣政府永續發展委員
- 台北縣政府永續發展委員
- 新北市政府都市計畫、區域計畫及永續發展委員

1. ↑  環資會. . 財團法人環境資源研究發展基金會(環資會). 2023-06-27  [2023-11-23] （中文（臺灣））.